# Yeşilköy, Samandağ
Yeşilköy là một xã thuộc huyện Samandağ, tỉnh Hatay, Thổ Nhĩ Kỳ. Dân số thời điểm năm 2011 là 1.615 người.